# Oliver Lukas
Oliver Lukas (* 10. Juni 1970 in Nordenham; bürgerlich Oliver Galle) ist ein deutscher Sänger, Songwriter und Vocalcoach. Insgesamt wurden – Stand 2020 – 4,1 Millionen Tonträger verkauft, an denen er beteiligt war.

## Leben und Karriere

### Musikalische Anfänge
Schon zu Schulzeiten war Lukas als Drummer und Sänger in einer Rockband aktiv. Parallel begann er erste eigene Stücke zu schreiben. Erst auf Englisch, später dann auf Deutsch. Ein Radiointerview bei Radio Bremen machte ihn regional bekannt. Eine Demoversion von ihm, die dort gespielt wurde, machte den Produzenten Luis Rodriguez auf Lukas aufmerksam.

### Zusammenarbeit mit Dieter Bohlen
Seit 2009 arbeitet Lukas mit dem Musiker und Produzenten Dieter Bohlen zusammen. Das erste Ergebnis der Zusammenarbeit war das zwölfte Studioalbum Schwerelos von Andrea Berg. Bohlen komponierte die Musik, Lukas schrieb größtenteils die Texte dazu. Weitere Künstler, mit denen die beiden zusammenarbeiteten, waren Beatrice Egli, Fantasy, DJ Ötzi, Matthias Reim, Semino Rossi und Vanessa Mai.
Im Jahr 2010 wurde Lukas von Bohlen als Vocalcoach für die Castingshow Deutschland sucht den Superstar engagiert. Beteiligt war er auch an den Siegertiteln von Beatrice Egli und Marie Wegener.

### Erfolge als Textdichter
Oliver Lukas zählt zu den erfolgreichsten Liedtextern des Schlager-Genres. Im Jahr 2014 wurde bekannt, dass Oliver Lukas im Herbst 2013 einen Exklusivvertrag als Songwriter beim österreichischen Musikverlag Schedler Music unterschrieben hat. Im Jahr 2020 wurde der Vertrag verlängert. Bis dahin schrieb Lukas Lieder für Interpreten wie Die Amigos, Beatrice Egli, Semino Rossi, Helene Fischer, Andrea Berg, Matthias Reim, Vincent Gross, Anna-Maria Zimmermann, Andy Borg, Daniela Alfinito, Die Schlagerpiloten, Die Grubertaler, DJ Ötzi, Fantasy, Hansi Hinterseer, Kastelruther Spatzen, Norman Langen, Sandro, Vanessa Mai und Thomas Anders.

## Autorenbeteiligungen
Die folgende Liste bietet eine Übersicht der Chartnotierungen, die Lukas als Autor in Deutschland, Österreich und der Schweiz erreichte.

| Jahr                  | Titel Album                                       | Höchstplatzierung, Gesamtwochen, AuszeichnungChartplatzierungen (Jahr, Titel, Album, Platzierungen, Wochen, Auszeichnungen, Anmerkungen) | Höchstplatzierung, Gesamtwochen, AuszeichnungChartplatzierungen (Jahr, Titel, Album, Platzierungen, Wochen, Auszeichnungen, Anmerkungen) | Höchstplatzierung, Gesamtwochen, AuszeichnungChartplatzierungen (Jahr, Titel, Album, Platzierungen, Wochen, Auszeichnungen, Anmerkungen) | Anmerkungen |
| Jahr                  | Titel Album                                       | DE | AT | CH | Anmerkungen |
| --------------------- | ------------------------------------------------- | --- | --- | --- | --- |
| 2008                  | Noch in 100.000 Jahren Hotel Engel                | DE10 Gold · (24 Wo.)DE | AT4 (20 Wo.)AT | CH49 (6 Wo.)CH | Erstveröffentlichung: 24. Oktober 2008 Interpretation: DJ Ötzi; Original: Oliver Lukas Verkäufe: + 150.000                |
| 2010                  | Du kannst noch nicht mal richtig lügen Schwerelos | DE91 (4 Wo.)DE | AT73 (1 Wo.)AT | — | Erstveröffentlichung: 29. Oktober 2010 Interpretation: Andrea Berg                                                        |
| 2013                  | Mein Herz Glücksgefühle                           | DE1 Gold · (24 Wo.)DE | AT1 (19 Wo.)AT | CH1 Gold · (20 Wo.)CH | Erstveröffentlichung: 14. Mai 2013 Interpretation: Beatrice Egli; Verkäufe: + 165.000                                     |
| 2013                  | Verrückt nach dir Pure Lebensfreude               | DE48 (4 Wo.)DE | AT55 (2 Wo.)AT | CH53 (2 Wo.)CH | Erstveröffentlichung: 22. November 2013 Interpretation: Beatrice Egli                                                     |
| 2014                  | Irgendwann Pure Lebensfreude                      | DE87 (2 Wo.)DE | AT66 (1 Wo.)AT | CH44 (1 Wo.)CH | Erstveröffentlichung: 14. März 2014 Interpretation: Beatrice Egli                                                         |
| 2015                  | Wolke 7 Wachgeküsst                               | DE54 (7 Wo.)DE | AT71 (1 Wo.)AT | — | Erstveröffentlichung: 22. Mai 2015 Interpretation: Wolkenfrei                                                             |
| 2016                  | Ich sterb für dich Für Dich                       | DE35 Gold · (5 Wo.)DE | AT48 (4 Wo.)AT | CH67 (2 Wo.)CH | Erstveröffentlichung: 19. Februar 2016 Verkäufe: + 200.000 Interpretation: Vanessa Mai; Original: Touché – And When I Die |
| 2018                  | Königlich                                         | DE3 (3 Wo.)DE | AT10 (1 Wo.)AT | CH11 (1 Wo.)CH | Erstveröffentlichung: 5. Mai 2018 Interpretation: Marie Wegener                                                           |
|                       | Nummer-eins-Singles                               | DE1DE | AT1AT | CH1CH | |
| Top-10-Singles        | DE3DE                                             | AT3AT | CH1CH | | |
| Singles in den Charts | DE8DE                                             | AT8AT | CH6CH | | |